# 3. deild Wysp Owczych (1995)
W roku 1995 odbyła się 19. edycja 3. deild Wysp Owczych – trzeciej ligi piłki nożnej Wysp Owczych. W rozgrywkach brało udział 10 klubów z całego archipelagu. Klub z pierwszego miejsca awansował do 2. deild. W sezonie 1995 był to: B68 II Toftir, drugi zaś musiał rozegrać baraż o awans do ligi wyższej. Skála ÍF wygrała dwumecz z Royn Hvalba i przeszła do 2. deild. Klub z ostatniego miejsca spadał do 4. deild, a w roku 1995 był to EB/Streymur II. Przedostatni klub uzyskiwał prawo do gry w barażach, które KÍ III Klaksvík zwyciężył.

## Uczestnicy
| Uczestnicy 3. deild Wysp Owczych 1994                                                                         | Uczestnicy 3. deild Wysp Owczych 1994 | Uczestnicy 3. deild Wysp Owczych 1994 | Uczestnicy 3. deild Wysp Owczych 1994 |
| --- | ------------------------------------- | ------------------------------------- | ------------------------------------- |
| HBIII | HB III Tórshavn                       | 1                                     |                                       |
| SKÁ | Skála ÍF                              | 4                                     |                                       |
| B36II | B36 II Tórshavn                       | 5                                     |                                       |
| ÍF II | ÍF II Fuglafjørður                    | 6                                     |                                       |
| KÍ III | KÍ III Klaksvík                       | 7                                     |                                       |
| EBSII | EB/Streymur II                        | 8                                     |                                       |
| Spadek z 2. deild Wysp Owczych 1994                                                                           |                                       |                                       |                                       |
| NSÍII | NSÍ II Runavík                        | 9                                     |                                       |
| B68 II | B68 II Toftir                         | 10                                    |                                       |
| Awans z 4. deild Wysp Owczych 1994                                                                            |                                       |                                       |                                       |
| B71II | B71 II Sandoy                         | 1                                     |                                       |
| Æsir | Æsir Vestmanna                        |                                       |                                       |
| Oznaczenia: - kolumna pierwsza – skróty nazw drużyn, - kolumna trzecia – miejsce zajęte w poprzednim sezonie. |                                       |                                       |                                       |

## Tabela ligowa
| Lp. | Drużyna               | M  | Z  | R | P  | Bramki | Bramki | Różn. | Pkt | Uwagi              |
| --- | --------------------- | -- | -- | - | -- | ------ | ------ | ----- | --- | ------------------ |
| 1   | B68 II Toftir (M) (A) | 18 | 17 | 0 | 1  | 105    | 18     | +87   | 34  | Awans do 2. deild  |
| 2   | Skála ÍF (A)          | 18 | 13 | 1 | 4  | 68     | 27     | +41   | 27  | Baraże o 2. deild  |
| 3   | B71 II Sandoy         | 18 | 10 | 1 | 7  | 50     | 52     | −2    | 21  |                    |
| 4   | NSÍ II Runavík        | 18 | 9  | 1 | 8  | 59     | 40     | +19   | 19  |                    |
| 5   | B36 II Tórshavn       | 18 | 8  | 2 | 8  | 68     | 40     | +28   | 18  |                    |
| 6   | ÍF II Fuglafjørður    | 18 | 8  | 2 | 8  | 42     | 54     | −12   | 18  |                    |
| 7   | Æsir Vestmanna        | 18 | 7  | 0 | 11 | 55     | 74     | −19   | 14  |                    |
| 8   | HB III Tórshavn       | 18 | 5  | 3 | 10 | 55     | 63     | −8    | 13  |                    |
| 9   | KÍ III Klaksvík       | 18 | 5  | 0 | 13 | 50     | 103    | −53   | 10  | Baraże o 3. deild  |
| 10  | EB/Streymur II (S)    | 18 | 3  | 0 | 15 | 13     | 94     | −81   | 6   | Spadek do 4. deild |